# Roca del Pebre
La Roca del Pebre és una muntanya de 451 metres que es troba entre els municipis de Benissanet, a la comarca de la Ribera d'Ebre i de Corbera d'Ebre, a la comarca de la Terra Alta.